# Муснад Абу Ханифы
Му́снад Абу́ Хани́фы (араб. مسند أبي حنيفة‎) — общее название для около 15 сборников хадисов, в которых собраны хадисы передающиеся от знаменитого мусульманского правоведа и богослова имама Абу Ханифы.
Как и «Муснад» имама аш-Шафии, «Муснад» Абу Ханифы был составлен не самим Абу Ханифой, а его учениками и их дальнейшими последователями. Критерием для включения хадисов в эти книги было присутствие Абу Ханифы в иснаде (цепочка передатчиков) этих хадисов, то есть чтобы он лично являлся передатчиком этих хадисов от своих учителей и шейхов.
Авторами «Муснадов» от Абу Ханифы являются 15 улемов:
- Абу Абдуллах ибн Мухаммад ибн Якуб ибн аль-Харис аль-Хариси аль-Бухари, известный как Абу Абдуллах аль-Устаз.
- Абуль-Касим Тальха ибн Мухаммад ибн Джафар аш-Шахид аль-Адль.
- Абуль-Хусейн Мухаммад ибн Мутаххир ибн Муса ибн Иса ибн Мухаммад.
- Абу Нуайм Ахмад ибн Абдуллах ибн Ахмад аль-Исфахани.
- Абу Бакр Мухаммад ибн Абдуль-Баки ибн Мухаммад аль-Ансари.
- Абу Ахмад Абдуллах ибн Ади аль-Джурджанию
- Аль-Хасан ибн Зияд аль-Лулуи.
- Умар ибн аль-Хасан аль-Ашнани
- Абу Бакр Ахмад ибн Мухаммад ибн Халид ибн Хали аль-Кала’и.
- Абу Абдуллах Мухаммад ибн аль-Хусейн ибн Мухаммад ибн Хусрав аль-Балхи.
- Абу Юсуф Якуб ибн Ибрахим аль-Ансари (Нусхат Аби Юсуф).
- Мухаммад ибн аль-Хасан аш-Шайбани (Нусхат Мухаммад).
- Хаммад ибн Абу Ханифа (сын Абу Ханифы).
- Мухаммад ибн аль-Хасан (Нусхат аль-Асар).
- Абуль-Касим Абдуллах ибн Мухаммад ибн Абуль-Авам ас-Сугди[1].